# Cascada Khone

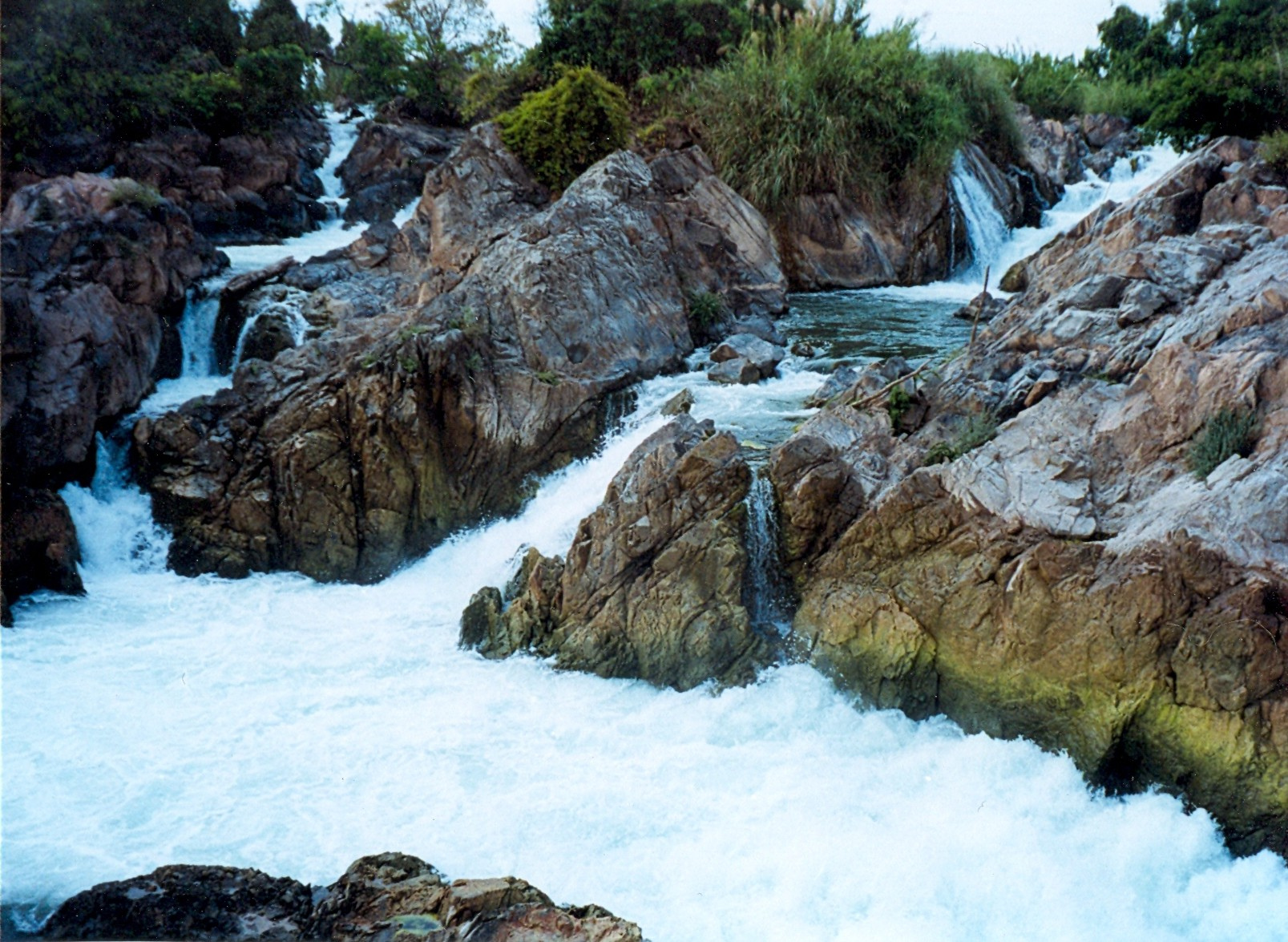
Pragurile Cascadei Khone

Cascada Khone este o cădere de apă de pe râul Mekong în Laos în provincia Champasak lângă granița cu Cambodgia. 

## Geografia
Înălțimea totală a cascadei este de 21 de metri în unele segmente (sau praguri), se întinde pe 9,7 km din lungimea fluviului. Debitul cataractei este de aproape 11.000 m3/s, pe de altă parte, cel mai mare debit a fost de peste 49.000 m3/s.
Zona cascadei are nenumărate insule și căi navigabile și este cunoscută sub numele de Si Phan Don (adică 4.000 insule).

### Particularitate
Cascada Khone este cea mai lată cascadă din lume (10,8 km).
Cascada este locul unei specii de somn care este pe cale de dispariție și este declarat cel mai mare pește de apă dulce din lume. Acest pește se presupune că ajunge la o lungime de 3 m și o greutate de până la 293 kg.

## Eforturi pentru navigație
Cascada Khone este motivul pentru care râul Mekong nu este navigabil în China. În secolul al XIX-lea colonialiștii francezi au făcut repetate eforturi pentru a naviga dincolo de cascadă, dar toate au eșuat. Prima dată când au reușit să aducă nave de orice dimensiune mai sus de cascadă a fost atunci când au construit o cale ferată între două insule ale cascadei, ocolind pragurile abrupte și care a permis transbordarea.